# Augusztus 18.
Augusztus 18. az év 230. (szökőévben 231.) napja a Gergely-naptár szerint. Az évből még 135 nap van hátra.
Névnapok: Ilona + Agenor, Elen, Elena, Eleni, Elin, Ila, Ilka, Illa, Illangó, Ilma, Ilon, Ilonka, Ilus, Jelena, Jelka, Lenke, Rajnald, Rinaldó, Ronald

## Események
- 1305 – Vencel magyar, cseh és lengyel király békét köt Albert német királlyal. A béke feltételei között szerepel, hogy Vencel lemond magyar királyi címéről és a Szent Koronát átadja Károly Róbertnek.
- 1477 – Miksa, ausztriai főherceg feleségül veszi Burgundi Máriát.[1]
- 1690 – A staffardai csatában XIV. Lajos francia király csapatai győzelmet aratnak az augsburgi liga szövetségében álló II. Viktor Amadé savoyai herceg csapatai fölött (pfalzi örökösödési háború).
- 1780 – Magyar és cseh királyként is trónra lép II. József, a „kalapos király” 1765 óta német-római császár (1741–1790).
- 1868 – Az indiai Gunturban egy napfogyatkozást vizsgálva a héliumra utaló jelet figyelt meg Pierre Janssen francia csillagász.
- 1917 – Első világháború: A tizenegyedik isonzói csata kezdete. Az olasz hadsereg nagyerejű támadása nyomán az osztrák–magyar haderő jelentős területet veszít Tolmein és Görz (Gorizia) között. Trieszt is veszélybe kerül.
- 1938 – A magyar országgyűlés Székesfehérvárott kihelyezett ülést tart Szent István király halálának 900. évfordulója tiszteletére és törvényt hoz „Szent István király dicső emlékének megörökítéséről”, melyben augusztus 20-át nemzeti ünnepnek nyilvánítja.[2]
- 1949 – Adolf (Adi) Dassler bejegyezteti a vezeték- és keresztnevéből alkotott Adidas márkanevet.
- 1949 – Koholt vádak alapján elítélik Kerkai Jenő jezsuita szerzetest, a vidéki fiatalok támogatására, képzésére létrehozott KALOT mozgalom vezetőjét.
- 2007 – Az előre hozott kazah parlamenti választást Nurszultan Nazarbajev államfő Nur-Otan pártja nyeri.
- 2017 – Terrortámadás Cambrilsban.
- 2024 – 7,0-es magnitúdójú földrengés Kamcsatka közelében, a Csendes-óceán alatt.

## Sportesemények
Formula–1
- 1957 –  pescarai nagydíj, Pescara - Győztes: Stirling Moss (Vanwall)
- 1974 –  osztrák nagydíj, Österreichring - Győztes: Carlos Reutemann (Brabham Ford)
- 1985 –  osztrák nagydíj, Österreichring - Győztes: Alain Prost (McLaren TAG Porsche Turbo)
- 2002 –  magyar nagydíj, Hungaroring - Győztes: Rubens Barrichello (Ferrari)

## Születések
- 1526 – II. Claude d’Aumale, Aumale guise-házi hercege, a francia vallásháborúk katolikus pártjának egyik vezetője († 1573)
- 1750 – Antonio Salieri, Bécsben működött olasz zeneszerző, Schubert zenetanára († 1825)
- 1819 – Konek Sándor statisztikus, jogtudós, az MTA tagja († 1882)
- 1830 – Ferenc József osztrák főherceg, osztrák császár, magyar és cseh király, az Osztrák–Magyar Monarchia első uralkodója († 1916)
- 1840 – Zsutai János magyar költő, lantos († 1871)
- 1855 – Gabányi Árpád magyar színész és színműíró, a Nemzeti Színház örökös tagja († 1915)
- 1872 – Hugo Bettauer osztrák író († 1925)
- 1893 – Frank Linke-Crawford osztrák-magyar katona, kiemelkedő vadászrepülő († 1918)
- 1896 – Laziczius Gyula nyelvész, irodalomtörténész, az MTA tagja († 1957)
- 1898 – Clemente Biondetti olasz autóversenyző († 1955)
- 1901 – Kolosváry Gábor zoológus, entomológus, hidrobiológus, paleontológus, az MTA tagja († 1968)
- 1910 – Turán Pál kétszeres Kossuth-díjas magyar matematikus († 1976)
- 1912 – Otto Ernst Remer, német katonatiszt a II. világháború alatt († 1997)
- 1914 – Szendrő József Jászai Mari-díjas magyar színész, rendező, műfordító, színházigazgató († 1971)
- 1920 – Shelley Winters kétszeres Oscar-díjas amerikai színésznő († 2006)
- 1922 – Alain Robbe-Grillet francia regény-, esszé- és filmíró, a Becsületrend lovagja († 2008)
- 1929 – Horváth Teri Kossuth-díjas magyar színésznő  († 2009)
- 1929 – Jimmy Davies amerikai autóversenyző († 1966)
- 1931 – Keleti Éva Kossuth-díjas magyar fotográfus
- 1932 – Kausz István olimpiai bajnok magyar vívó, öttusázó, orvos († 2020)
- 1933 – Roman Polański Oscar-díjas lengyel filmrendező, színész
- 1934 – Michael May svájci autóversenyző
- 1935 – Baráth Lajos magyar író († 2006)
- 1935 – Papp Lajos Németországban élő magyar zeneszerző († 2019)
- 1936 – Robert Redford Oscar-díjas amerikai színész, filmrendező
- 1938 – Csorba Ilona magyar színésznő, a nyíregyházi Móricz Zsigmond Színház örökös tagja († 2018)
- 1941 – Bagdy Emőke magyar klinikai szakpszichológus, pszichoterapeuta
- 1942 – Éhn József aranydiplomás építőmérnök, vízépítőipari szakmérnök († 2017)
- 1944 – Lódi György magyar újságíró, televíziós szerkesztő-riporter († 2025)
- 1947 – Halmágyi Sándor magyar színész
- 1952 – Patrick Swayze amerikai színész, táncos, énekes és dalszövegíró († 2009)
- 1957 – Harald Schmidt német színész, humorista, televíziós műsorvezető
- 1958 – Madeleine Stowe amerikai színésznő
- 1965 – Czvetkó Sándor magyar színész
- 1969 – Edward Norton Golden Globe-díjas amerikai színész
- 1969 – Christian Slater, amerikai színész
- 1969 – Everlast ír-amerikai rapper, énekes és dalszövegíró
- 1971 – Aphex Twin (er. Richard David James), ír techno zenész
- 1971 – Teremi Trixi magyar színésznő
- 1976 – Gál Gyula magyar kézilabdázó
- 1978 – Ioan Gherghel román úszó
- 1980 – Kiss Zoltán labdarúgó, a Debreceni VSC játékosa
- 1980 – Aljoša Kunac horvát vízilabdázó
- 1980 – Nagy Sándor Jászai Mari-díjas magyar színész, énekes
- 1981 – Jan Frodeno német triatlon atléta
- 1981 – Gerlóczy Márton magyar író, újságíró, publicista
- 1987 – Mika Boorem amerikai színésznő
- 1988 – G-Dragon dél-koreai énekes-dalszerző
- 1992 – Elizabeth Beisel amerikai úszónő
- 1994 – Somhegyi Krisztián magyar műugró

## Halálozások
- 849 – Walahfrid von der Reichenau benedekrendi szerzetes, költő és diplomata (* 808 körül)
- 876 – II. Lajos német király (* 804)
- 946 – Rilai Szent János, Bulgária védőszentje (* 876 körül)
- 1227 – Dzsingisz kán, a Mongol Birodalom megalapítója (* 1162 körül)
- 1503 – VI. Sándor pápa (er. Rodrigo de Borja vagy Borgia) 1492-től pápa (* 1431 körül)
- 1634 – Urbain Grandier francia katolikus pap, akit az inkvizíció boszorkánysággal vádolt meg (* 1590)
- 1642 – Guido Reni itáliai festő (* 1575)
- 1738 – Antoni Sámuel evangélikus szuperintendens (* 1664)
- 1765 – I. Ferenc német-római császár német-római császár (* 1708)
- 1777 – Johann Christian Polycarp Erxleben német biológus, a német állatorvostan úttörője (* 1744)
- 1850 – Honoré de Balzac francia író (* 1799)
- 1882 – Szende Béla honvéd százados, politikus, honvédelmi miniszter (* 1823)
- 1905 – Albert Edelfelt svéd nemzetiségű, finn festőművész (* 1854)
- 1923 – Czillich Anna magyar festőművész (* 1893)
- 1953 – Buchinger Manó magyar szociáldemokrata politikus (* 1875)
- 1967 – Al Miller amerikai autóversenyző (* 1907)
- 1970 – Horváth János magyar mikrobiológus (* 1910)
- 1971 – Konkoly-Thege Kálmán magyar honvéd huszárezredes, országgyűlési képviselő (* 1880)
- 1977
  - Déry Tibor Kossuth-díjas magyar író, költő, drámaíró (* 1894)
  - Fábián László református lelkész, politikus, mezőgazdasági szakíró (* 1919)
- 1986 – Benjámin László kétszeres Kossuth-díjas magyar költő, szerkesztő (* 1915)
- 1987 – Fukazava Sicsiró japán író (* 1914)
- 1989 – Németh Imre olimpiai bajnok kalapácsvető, sportvezető (* 1917)
- 1992 – John Sturges amerikai filmrendező (A hét mesterlövész) (* 1911)
- 2003 – Szász Endre erdélyi magyar származású festőművész, grafikus (* 1926)
- 2004 – Lukin László tanár, karnagy, zenei műfordító (* 1926)
- 2008 – Garamvölgyi Lajos labdarúgó hátvéd és edző (* 1952)
- 2013 – Gyarmati Dezső háromszoros olimpiai bajnok magyar vízilabdázó, a nemzet sportolója (* 1927)
- 2014 – Lengyel Levente Maróczy-díjas magyar sakkozó, nemzetközi nagymester, mesteredző (* 1933)
- 2014 – Jeney Lajos Ybl Miklós-díjas építész (* 1933)
- 2018 – Kofi Annan ghánai diplomata, az ENSZ hetedik főtitkára (* 1938)
- 2024
  - Alain Delon César-díjas francia színész, filmrendező, producer (* 1935)
  - Mihályfi Imre Balázs Béla-díjas magyar filmrendező, tanár, érdemes és kiváló művész,a Magyar Televízió örökös tagja (* 1930)